# 麥可·布雷
麦可·史蒂芬·布雷（英语：Michael Steven Bublé，1975年9月9日—），生於不列颠哥伦比亚省本那比市，是一位加拿大著名流行爵士樂歌手，也是一位影視演員。2003年，他的專輯《麥可·布雷》打進了加拿大、英國和澳大利亞三地的當年流行音樂銷售榜的前十名，同時在美國市場也有不錯的成績。而布雷在2004年的專輯《與我共遨遊》（Come Fly With Me）在Billboard 雜誌和澳大利亞40大專輯均榜上有名。2005年，布雷的專輯《是時候了》（It's Time）令他在美國打響了名堂。

## 早年生平
布雷出生在一個意大利裔的家庭裡，自小就是聽著祖父的爵士樂錄音長大的，雖然他最初喜歡的是搖滾樂和其他現代音樂。他最終選擇了爵士樂，並在祖父鼓勵下，很早便開始登台。最初一次他參加溫哥華區的一個新秀才藝比賽時，雖然贏了，但因為年齡不及下限，而被取消資格。17歲那年，布雷參加了全加拿大的青年新秀選秀會，並獲得冠軍。
自此以後，布雷正式步入樂壇，但上述的成就並不能令布雷的音樂事業一帆風順。最初幾年，布雷主要都是在一些歌舞廳和街頭表演中出現。另外偶爾在電視上亮相，還錄製了幾張獨立唱片。2000年他為電影《Here's To Life》所作的歌曲令他獲得兩個金尼獎。

## 婚禮主唱：事業漸見起色
布雷在2000年迎來了事業的轉機。當年加拿大前總理马丁·布赖恩·马尔罗尼的女兒出嫁，馬爾羅尼邀請布雷在其女的婚禮上獻唱，並讓他結識了華納兄弟娛樂公司的錄音監製大卫·沃尔特·福克斯特。福斯特隨即邀請布雷加入華納旗下143唱片公司，並在2001年起親自監製布雷的專輯《麥可·布雷》的錄音，裡面包含了不同年代的爵士樂經典歌曲。自此布雷的歌唱事業日漸有起色，而這次婚禮成為他事業的轉捩點，布雷亦因此被加拿大人暱稱為「婚禮主唱」（The Wedding Singer）。
2003年，專輯《麥可·布雷》正式發布，很快便在各大流行榜佔據高位，且很快成為白金唱片，還登上了公告牌二百强专辑榜銷量排行榜的前50位。在英國和加拿大的流行榜上，《麥可·布雷》很快達到頭十位，而在澳大利亞更曾高據第一位。該專輯曾獲得2004年朱諾獎的最佳專輯提名，而布雷本人獲得當屆朱諾獎的最佳新人獎。
其後布雷發行數張單曲，很多都在英語國家大受歡迎，且高據各地的排行榜。

## 《是時候了》：漸為主流所容

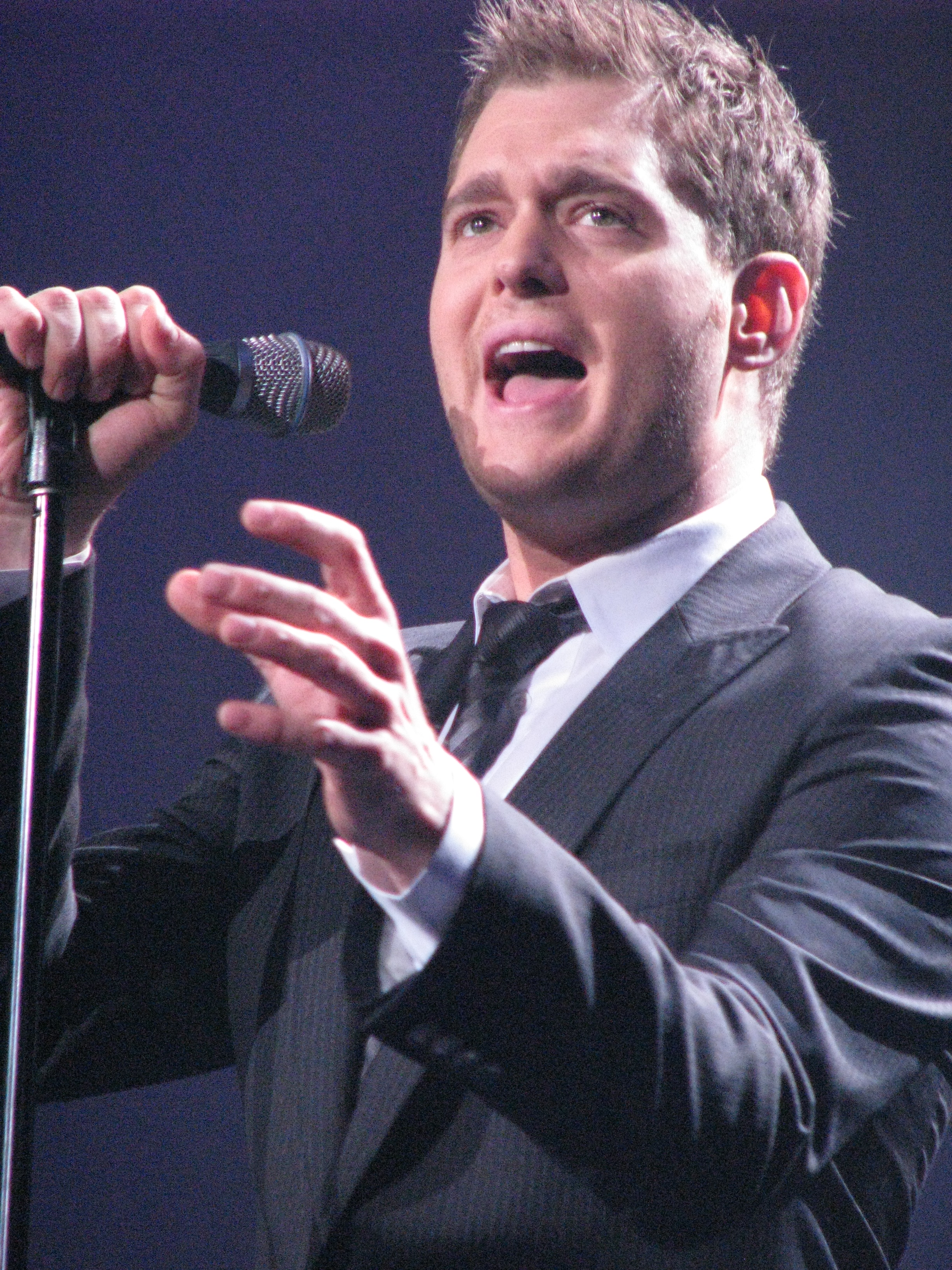
麥可·布雷

布雷的第二張錄音棚專輯《是時候了》（It's Time）在2005年發行時獲得巨大成功。這傳記很快登上Billboard銷售榜的第七位、英國銷售榜的第四位和澳大利亞ARIA銷售榜的第二位。專輯中除了翻唱了披頭四樂隊和雷·查爾斯的歌曲外，還有頗受歡迎的新曲《家》（Home）。
自《是時候了》出版以後，布雷也漸漸在世界各地成名，包括歐洲、北美、澳大利亞、東南亞、南非和巴西。而星巴克也因此找過他拍廣告，ESPN也曾借用布雷的歌曲於廣告上。
在2006年的朱諾獎上，布雷成為了大贏家，個人囊括了最佳流行專輯（《是時候了》）、最佳年度專輯（《麥可·布雷》）、最佳單曲（《家》）和年度藝人獎。另外他同時獲得歌迷投票大獎的提名，但並沒有獲選。

## 專輯列表
- 《第一支舞》(First Dance，1996年)
- 《Babalu》(2001年)
- 《夢》(Dream，2002年)
- 《愛情趴趴走》原聲大碟 (Down With Love Soundtrack，2003年)
- 《完全布雷》(Totally Bublé ，2003年)
- 《麥可·布雷》(Michael Bublé ，2003年)
- 《下雪吧！》(Let It Snow!  EP，2003年)
- 《隨我飛翔》( Come Fly With Me CD+DVD現場錄音，2004年)
- 《是時候了》(It's Time，2005年)
- 《捕捉活動》(Caught in the Act CD+DVD現場錄音，2005年)
- 《愛相隨》(With Love EP，2006年)
- 《真情失控》(Call Me Irresponsible，2007年)
- 《疯狂的爱》(Crazy Love，2009年)
- 《聖誕佳輯》(Christmas，2011年)
- 《註定被愛》(To Be Loved，2012年)
- 《非我莫屬》(Nobody but Me，2016年)

## 單曲列表

### 2003年
- 《How Can You Mend a Broken Heart》 (自《麥可·布雷》)
- 《Kissing a Fool》 (自《麥可·布雷》)
- 《Sway》 (自《麥可·布雷》)

### 2004年
- 《蜘蛛俠》主題曲 (Spiderman Theme，自蜘蛛俠2)

### 2005年
- 《感覺良好》(Feeling Good，自《是時候了》)
- 《家》(Home，自《是時候了》)

### 2006年
- 《Save the Last Dance for Me》(Feeling Good，自《是時候了》)

### 2007年
- 《Everything》 (自《Call Me Irresponsible》)
- 《Me and Mrs. Jones》 (自《Call Me Irresponsible》)
- 《Lost》 (自《Call Me Irresponsible》)
- 《It Had Better Be Tonight》 (自《Call Me Irresponsible》)

### 2008年
- 《Comin' Home Baby" 》(with Boyz II Men) (自《Call Me Irresponsible》)

### 2009年
- 《Haven't Met You Yet》 (自《Crazy Love》)
- 《Hold On》 (自《Crazy Love》)

### 2010年
- 《Cry Me a River》 (自《Crazy Love》)
- 《Crazy Love》 (自《Crazy Love》)
- 《Hollywood》 (自《Crazy Love》)

### 2013年
- 《It's A Beautiful Day》 (自《注定被愛To Be Loved》)

## 影視列表
- 《葛妮斯派特洛之風情萬種（英语：Duets (film)）》（Duets，2000年）
- 《温柔本色》（Totally Blonde，2001年）
- 《極地求生路》（The Snow Walker，2003年）
- 《拉斯維加斯》（Las Vegas，2004年）——集數："Catch of the Day"
- 《Da Kath & Kim Code（英语：Da Kath & Kim Code）》（2005年）
- 《Michael Bublé: Caught in the Act》（2005年）
- 《Michael Bublé Meets Madison Square Garden（英语：Michael Bublé Meets Madison Square Garden）》（2010年）
- 《Michael Bublé's Day Off》（2013年）
- 《Tour Stop 148》（2016年）

## 趣聞軼事
- 他的經理人是布魯斯·艾倫（英语：Bruce_Allen_(manager)）。
- 對花生有敏感反應。
- 由於有一來自丹麥的早年好友，因此常吃丹麥菜，且喜歡喝丹麥蒸餾酒（schnapps）。他曾在一場於丹麥舉行的演唱會上提到，他熟悉丹麥文化和其飲酒歌，還懂一些丹麥語。
- 布雷曾與英國性感模特兒蜜雪兒·馬許（英语：Michelle Marsh）曾有一段情，但二人於2006年10月分手，其後馬什曾向《每日星報》曝光戀情內幕。
- 08年英國選秀節目《X Factor》的冠軍萊昂·傑克遜視他為英雄。
- 2010年10月16日在德國法蘭克福的演唱會上，公佈自己目前已和一位阿根廷籍女子訂婚。
- 2011年3月31日，他與阿根廷籍影星兼模特兒路易莎娜·洛比拉托（英语：Luisana Lopilato）結婚，並於2013年8月27日成為了父親，兒子名為諾亞（Noah）。

## 外部連結
- 官方網站
- 國際電影資料庫資料頁（页面存档备份，存于）